# Dorfkirche Gnewikow

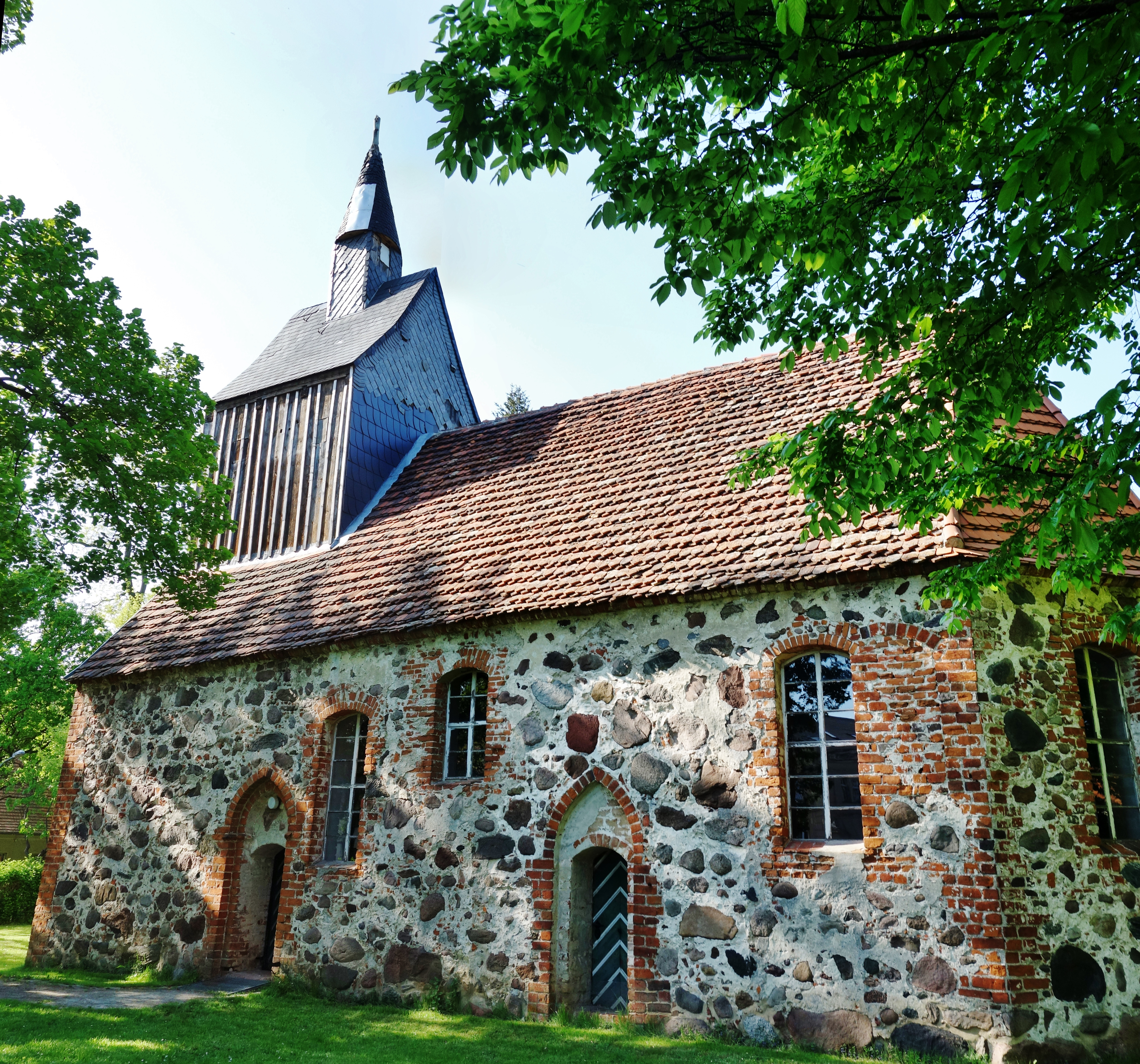
Dorfkirche Gnewikow

Die evangelische, denkmalgeschützte Dorfkirche Gnewikow steht in Gnewikow, einem Ortsteil der Kreisstadt Neuruppin im Landkreis Ostprignitz-Ruppin von Brandenburg. Die Kirche gehört zur Gesamtkirchengemeinde Protzen-Wustrau-Radensleben im Kirchenkreis Wittstock-Ruppin der Evangelischen Kirche Berlin-Brandenburg-schlesische Oberlausitz.

## Beschreibung
Die Saalkirche wurde 1510 überwiegend aus Feldsteinen gebaut. Die Laibungen der Fenster und Portale sind aus Backsteinen. Ihr Langhaus hat im Osten einen Chor mit dreiseitigem Abschluss. An der Nordwand des Chors ist die Sakristei angebaut. Im Westen wurde 1516 dem Satteldach des Langhauses ein schiefergedeckter Dachturm aufgesetzt, auf dessen Satteldach sich ein Dachreiter erhebt.
Im Jahr 1998 gründete sich ein Förderverein, der sich seit dieser Zeit für den Erhalt des Bauwerks einsetzt. Durch Konzerte, Filmvorführungen und saisonalen Märkten wird seit mittlerweile 26 Jahren Geld gesammelt. Geplant ist, im Jahr 2025 einen ersten Bauabschnitt durchzuführen, um den Turm zu sanieren. Eine Wetterfahne konnte aus Spenden bereits angeschafft werden. Anschließend sollen das Dach sowie die Außenmauer instand gesetzt werden.
Der Innenraum ist mit einer Holzbalkendecke überspannt. Im Westen wurde im 17. Jahrhundert eine Empore eingebaut. Zur Kirchenausstattung gehört ein Altar, auf dessen Altarretabel sich Gemälde vom Abendmahl und der Kreuzigung befinden. Die Brüstung der Kanzel ist Beschlagwerk dekoriert.
Die Orgel eines unbekannten Erbauers mit fünf Registern auf einem Manual und Pedal wurde 1919 hierher umgesetzt.